# Nancy va a Rio

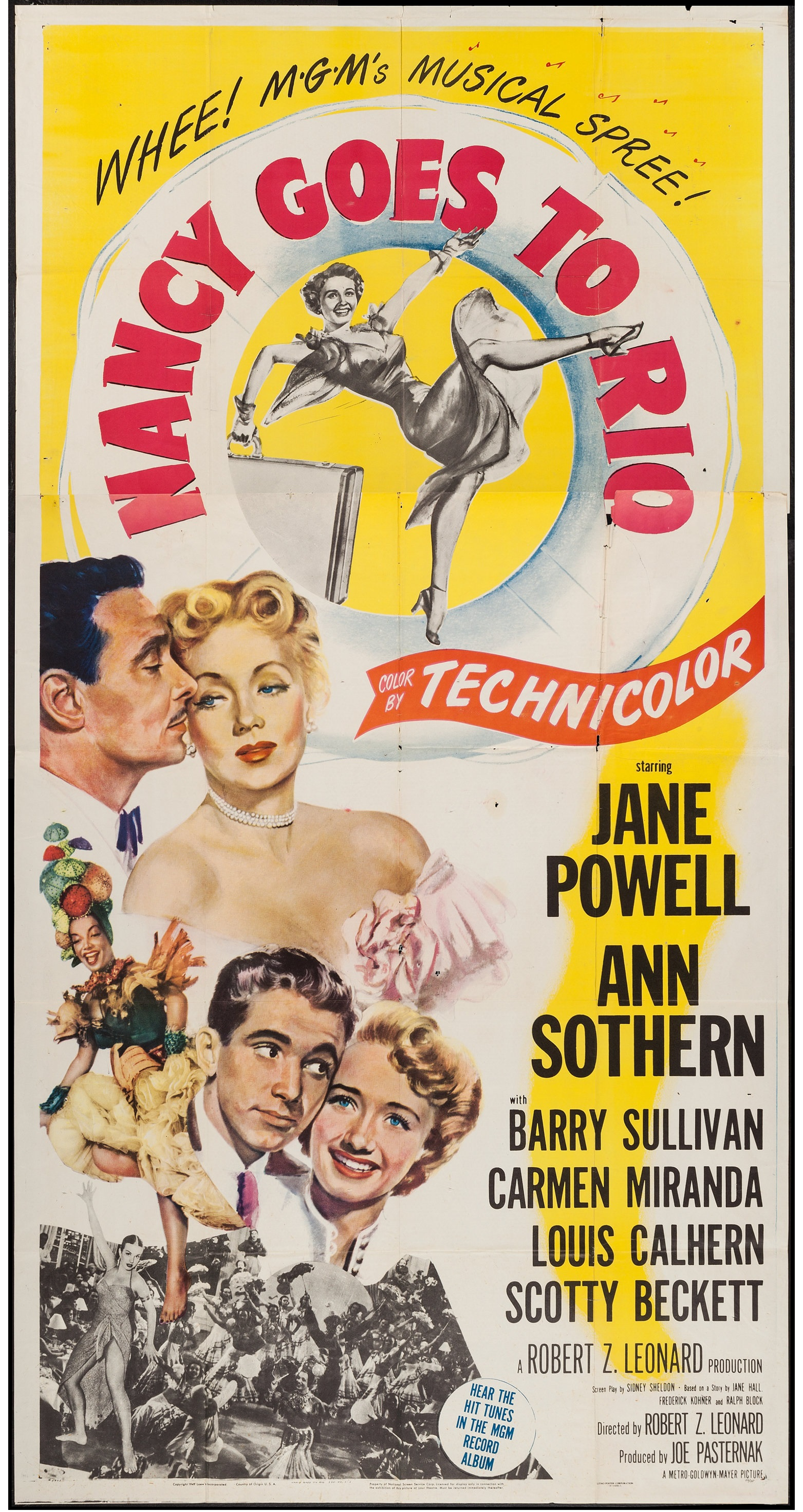
Locandina del film

Nancy va a Rio (Nancy Goes to Rio) è un film statunitense del 1950 diretto da Robert Z. Leonard.
Il film del 1940 Questa è la vita (It's a Date) è basato sullo stesso soggetto.